# Angeł Kynczew
Angeł Kynczew (ur. 11 listopada 1850 r. w Triawnie, zm. 5 marca 1872 r. w Rusczuku) – bułgarski działacz niepodległościowy i rewolucyjny.

## Życiorys
Urodził się w Trjawnie, ale jeszcze w dzieciństwie przeniósł się razem z rodziną do Rusczuku. Wstąpił do II Legii Bułgarskiej – grupy Bułgarów kształcących się w Belgradzie w szkole wojskowej. Wskutek zmiany w polityce rządu Serbii wobec Turcji i wobec bułgarskich dążeń niepodległościowych Legia została zlikwidowana w kwietniu 1868 r. Następnie udał się do Rumunii, gdzie związał się z Bułgarskim Centralnym Komitetem Rewolucyjnym w Bukareszcie. W piśmie "Dunawska zora" opublikował wezwanie do Bułgarów, by zbrojnie powstali przeciwko Turkom. W 1871 r. razem z Dimityrem Obszczim został przez organizację skierowany do Bułgarii, by wspierać Wasiła Lewskiego w procesie tworzenia lokalnych komitetów powstańczych i koordynowania pracy już działających. W sierpniu 1871 r. spotkał się z Lewskim w Łoweczu i na jego polecenie przystąpił do organizacji komitetów w północnej Bułgarii. 5 marca 1872 r. zamierzał ponownie przekroczyć Dunaj i udać się do Rumunii, jednak został rozpoznany przez Turków na przystani w Rusczuku. Aby uniknąć aresztowania i przesłuchania, zastrzelił się.

## Upamiętnienie
Imię Angeła Kynczewa nosi uniwersytet w Ruse, a także stadion w Trjawnie. W Ruse znajduje się również pomnik rewolucjonisty. Dom rodzinny Kynczewa w Triawnie został zaadaptowany na poświęcone mu muzeum.